# سازند کژدمی
سازند کژدمی یکی از سازندهای زمین‌شناسی زاگرس با سن اواخر آپتین پیشین تا آلبین میانی است که نام آن از قلعه کژدمی ایذه گرفته شده است. این سازند در زون ساختاری زاگرس در جنوب و جنوب‌غرب ایران قرار گرفته و به‌واسطه پتانسیل سنگ منشأ بودن مخازن نفت و گاز سازند آسماری در اکثر میدان‌های نفتی، یکی از مهم‌ترین سازندهای زاگرس است.
جنس سازند کژدمی از مارن و آهک رسی و شیل است. این سازند دارای قابلیت تولید نفت به مقدار قابل توجهی در لرستان و خوزستان بوده و تحقیقات نشان می‌دهد نفت بیشتر مخازن این مناطق از این سنگ منشأ تأمین شده و سازند کژدمی مهم‌ترین سنگ منشأ ایران است.